# 翟宣
翟宣（前1世纪－7年），西汉官员。汝南郡上蔡县（今河南上蔡西南）人。翟方进长子。
翟宣还可以指：

## 明朝
翟宣（约15世纪初－15世纪），明朝人。其子翟通为河南乡试第八名，成化八年（1472年）殿试登进士第二甲第八名。祖父翟廷玉，父亲翟荣。